# Poreber
Poreber – wieś w Słowenii, w gminie Kamnik. W 2018 roku liczyła 199 mieszkańców.